# آشوت پطروسیان
آشوت وِزیری پتروسیان (ارمنی: Աշոտ Վեզիրի Պետրոսյան؛ زاده ۲ ژوئن ۱۹۳۰ – درگذشته ۲۳ فوریهٔ ۱۹۹۸) ریاضی‌دان و دانشمند علوم رایانه اهل ارمنستان بود. وی در سال ۱۹۶۴ مدرک پی‌اچ‌دی خویش را در رشته ریاضیات محاسباتی تحت نظارت جولیوس آناتولیویچ شرادر به پایان رساند. وی یکی از اعضای بنیانگذار Mergelyan Institute of Mathematical Machines و مرکز رایانش فرهنگستان ملی علوم ارمنستان بود. وی همچنین در توسعه چندین نسل از سیستم‌های کامپیوتری پیشرفته در ارمنستان از جمله نائیری (رایانه) و ES EVM مشارکت نمود.

## زندگی‌نامه
در ۲ ژوئن ۱۹۳۰ در واردنیس به دنیا آمد. وی در سال ۱۹۵۴ از دانشکده فیزیک و ریاضیات دانشگاه دولتی ایروان فارغ‌التحصیل شد. وی همچنین برندهٔ جوایزی همچون مدال به مناسبت یکصدمین سالگرد تولد ولادیمیر ایلیچ لنین شده‌است. در ۲۳ فوریهٔ ۱۹۹۸ در سن ۶۷ سالگی در دیلیجان درگذشت.

## گزیده تالیفات
- Mathematical Problems of Automation of Digital Computer Design. Izd-vo Akademii nauk Armyanskoi SSR. 1977.
- Petrosian, A.V.; Pasztorne, V.K. (1982). Some problems of a problem-oriented expansion of Boolean functions. Alkalmazott Mat. Lapok. Archived from the original on 29 May 2016. Retrieved 1 July 2019.
- Petrosian, A.V.; Vardanyan, V.A. (1983). On complexity of realization of boolean functions with a given activity vector (PDF). Acta Cybernetica Mat. Lapok. Archived from the original (PDF) on 10 June 2015. Retrieved 28 June 2019.
- On the problem of automated generation of test schemes of electronic computing machines. Kibernetika. 1976.
- Mathematical Cybernetics, in the book "Science in Armenia in 60 years". National Armenian Academy of Sciences. 1985.

## نگارخانه

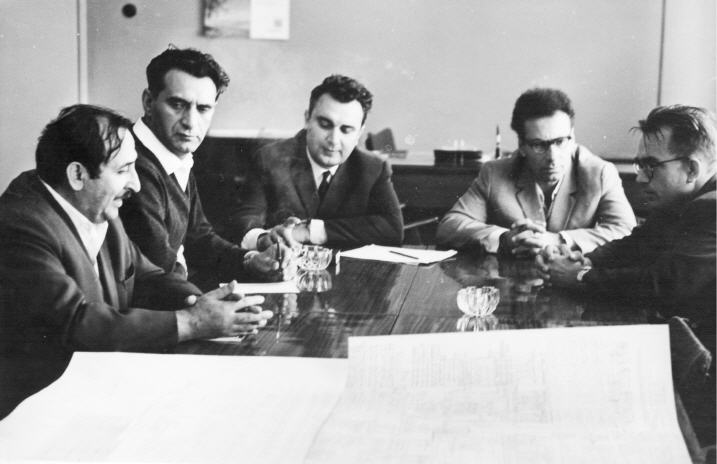
همراه با سرگئی مرگلیان (نفر سوم از چپ) و Victor Glushkov (راست) در مرکز رایانش فرهنگستان ملی علوم ارمنستان
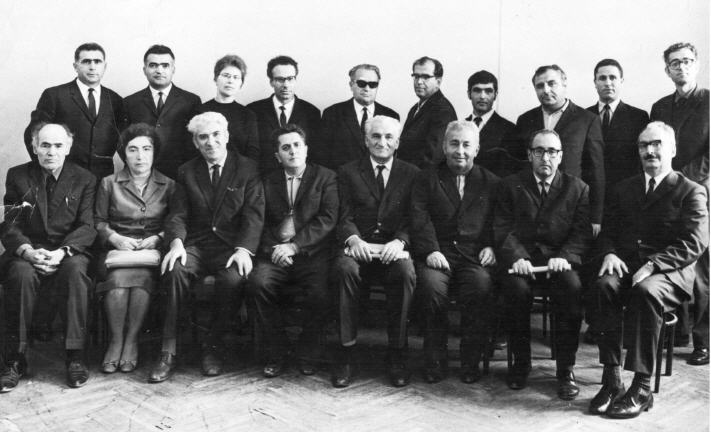